# Lymantria canariensis
Lymantria canariensis är en fjärilsart som beskrevs av Sir George Hamilton Kenrick 1914. Lymantria canariensis ingår i släktet Lymantria och familjen tofsspinnare. Inga underarter finns listade i Catalogue of Life.